# Frédéric Nepveu
Pour les articles homonymes, voir Nepveu.

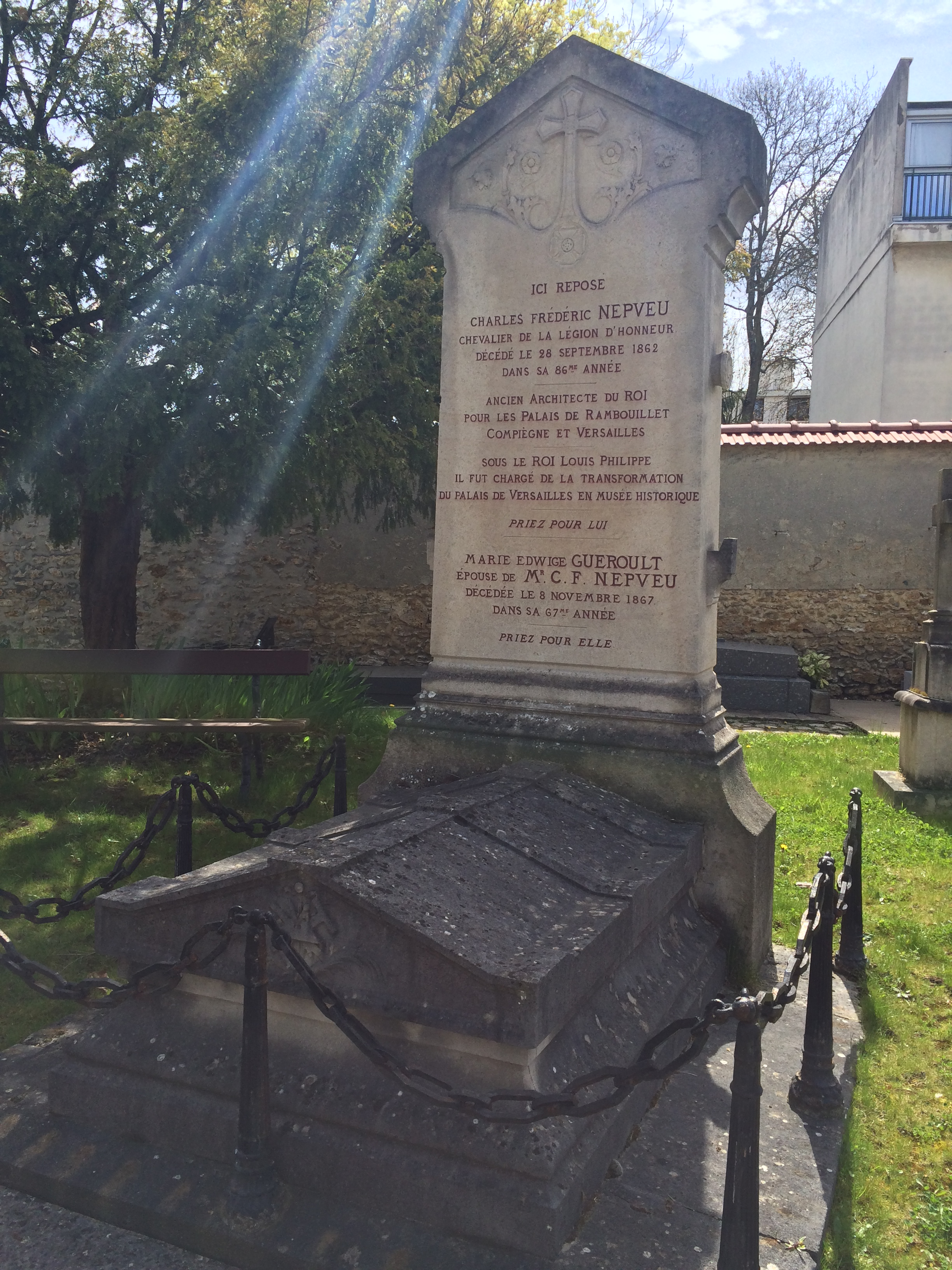
Sépulture de Charles-Frédéric Nepveu au cimetière Notre-Dame à Versailles (78)

Eugène-Charles-Frédéric Nepveu  dit Frédéric Nepveu (né le 14 juillet 1777 à Paris et mort le 28 septembre 1862 à Versailles) est un architecte français. Il fut architecte des châteaux de Versailles et de Compiègne.

## Biographie
Il est le fils de Michel Nepveu,un architecte parisien qui s'est illustré dans la construction de plusieurs hôtels particuliers, et de Geneviève Rousseau dont le père était maître maçon. Son frère aîné Jean-Charles Nepveu était entrepreneur en bâtiments. Il a été élève au collège d'Harcourt où il s'est lié d'amitié avec le peintre d'histoire Louis Hersent.
Il a commencé à s'intéresser à la peinture en se formant auprès du peintre d’histoire Jean-Baptiste Regnault et du paysagiste Jean-Victor Bertin.
Quand il s'est intéressé à l'architecture, il s'est d'abord tourné vers son frère aîné puis il a été l'élève d'Antoine-François Peyre, dit le Jeune, et Charles Percier ainsi qu'à l'École des beaux-arts où sont conservés deux études qu'il y a réalisées qui lui ont valu des médailles, mais n'a pas remporté le prix de Rome. 
Il a séjourné près de 5 ans en Italie, entre 1805 et 1809. À son retour de Rome, grâce à l'appui du baron Louis Costaz, intendant des Bâtiments de la Couronne, il est nommé contrôleur auprès de l'architecte Guillaume Trepsat, architecte au château de Versailles. Celui-ci s'étant plaint de son incompétence et de son caractère, il est muté le 20 avril 1811 comme contrôleur au palais de Fontainebleau, après de l'architecte Maximilien Joseph Hurtault. Il a quitté Fontainebleau en 1815 ou 1816 pour revenir au château de Versailles où il nommé inspecteur auprès d’Alexandre Dufour.

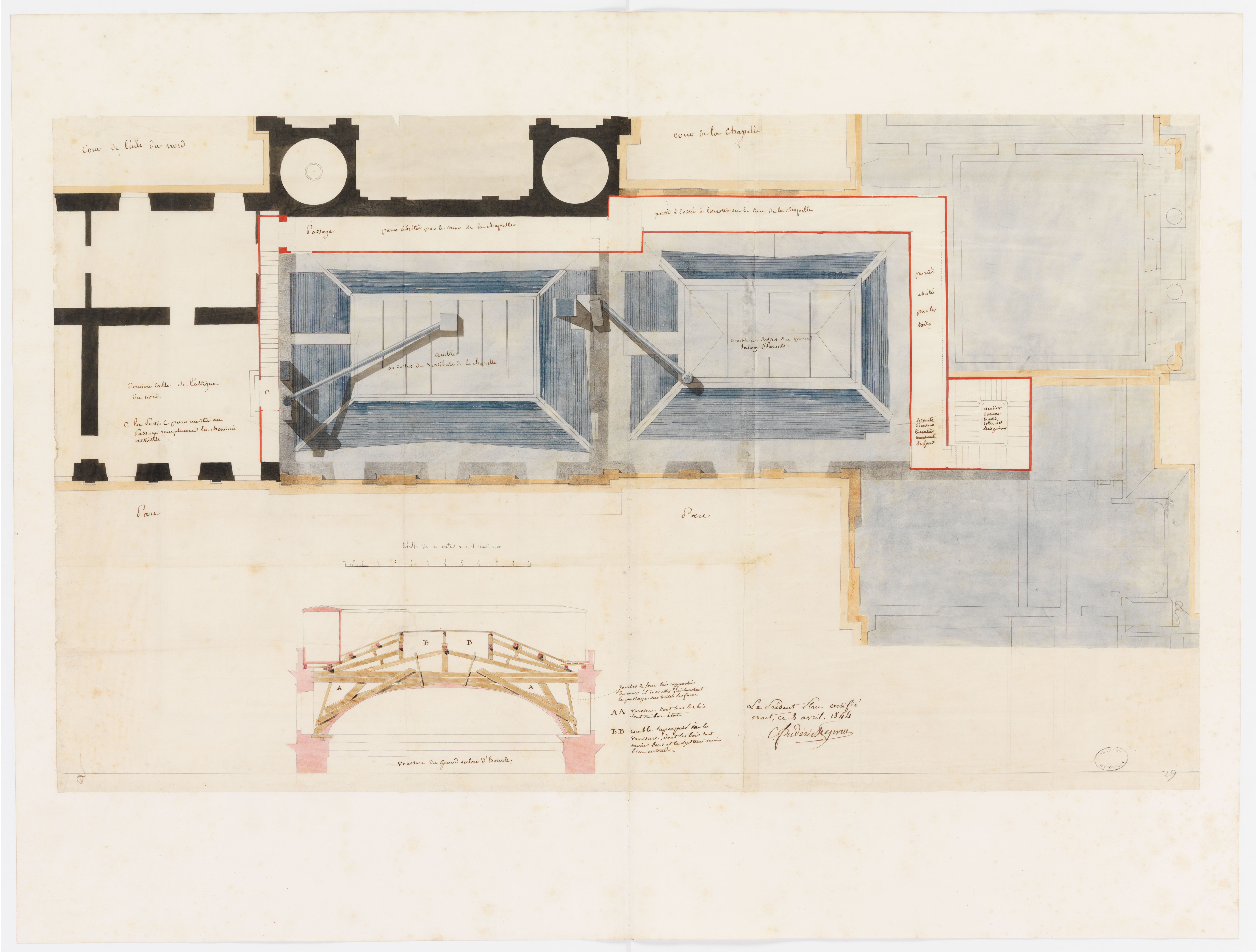
Salon d'Hercule du château de Versailles, œuvre de Frédéric Nepveu. Archives nationales de France.

Il conçoit en 1814 et 1819 deux projets de bibliothèque publiques pour Paris mais les projets ne verront pas le jour, comme celui de la réunion du Palais du Louvre avec celui des Tuileries.
En octobre 1821, il est promu architecte en poste au château de Rambouillet en remplacement d'Auguste Famin qui venait de construire de sa propre autorité une nouvelle façade. Il n'y effectua que des travaux de réparation et d'entretien.
Il fait un projet de reconstruction de l'église Notre-Dame d'Épernay, mais c'est le projet de François Debret qui est choisi. L'église s'est en grande partie effondrée en 1824. En 1827, il fait un rapport sur l'église Saint-Jean de Troyes présenté par Auguste Caristie.
À la demande du duc de Mortemart, il a restauré le château de Neauphle-le-Vieux suivant un projet présenté en 1828. À partir de juin 1830, il a fait des travaux au château de Maintenon pour Paul de Noailles. C'est surtout en 1833-1834 qu'il est intervenu sur l'aile donnant sur la cour d'honneur qui était alors une simple galerie ouverte par des arcades en les fermant pour y installer l'appartement du duc. Il a aménagé l'appartement de la duchesse à l'étage. Il y a ajouté un pont sur l'Eure dont la conception des plans et les travaux ont été faits par l'architecte Henri Sirodot.
C'est probablement grâce à l'appui de l'architecte Pierre Fontaine qu'il est nommé architecte dans la deuxième division, composée du château de Versailles et de Compiègne, de leurs dépendances, et de la manufacture de Beauvais, en mai 1832. Il a fait peu de travaux au château de Compiègne hormis ceux nécessaires pour le mariage de Louise d'Orléans avec le roi de Belges Léopold Ier.
En 1833, le roi Louis-Philippe lui confia à lui, et à son architecte Pierre-François-Léonard Fontaine, la réalisation du musée de l'Histoire de France au sein du château de Versailles dont la galerie des Batailles à l'emplacement des appartements des princes, sur le modèle de la Grande galerie du palais du Louvre, qu'ils achèvent 4 ans plus tard en 1837. Par cette galerie, le roi Louis-Philippe entendait faire une œuvre de réconciliation nationale. Il a émis quelques réserves sur cette transformation générale du château. Il écrit en décembre 1844 que les considérations sur l'art et le goût « devraient dissuader de transformer ainsi toutes les salles d’un magnifique palais, en salles d’expositions ». Frédéric Nepveu a essayé de réinterpréter l'art du Grand siècle sauf dans la salle des croisades en style néogothique.
Il est possible de suivre les interventions du roi dans les quatre volumes constituant les « Galeries historiques du Palais de Versailles » regroupant 411 lettres adressées par l’architecte Frédéric Nepveu à Isidore Godard-Dubuc (1791-1873), intendant des bâtiments de la Couronne au sein de l’Intendance générale de la Liste civile (1832-1848), du 26 juillet 1833 au 23 janvier 1847. Ces volumes contiennent les relevés des 398 visites du roi Louis-Philippe et le résumé de ses ordres donnés pour la création de ces galeries historiques. 
Il a employé pour la transformation du château de Versailles près de 140 personnes, dont 71 dessinateurs, dans son agence. Un certain nombre des plans qu'il avait fait réaliser étaient exposés dans une salle à partir de 1843 et montrés au public en 1846. Il a aussi fait de nombreux relevés des états existants avant les travaux d'aménagements qui ont permis de rétablir les états anciens de certaines salles.
À partir de 1836, il est intervenu au Grand Trianon où il a aménagé des appartements pour le roi et sa famille. Il a fait quelques aménagements dans le Petit Trianon pour le duc et la duchesse d'Orléans.
Après la révolution de 1848, Frédéric Nepveu, alors âgé de 71 ans, a cessé son activité d'architecte. Il a présenté au Salon de 1852 un projet de réunion des palais du Louvre et des Tuileries. Chaque année, il se rendait en Angleterre pour rencontrer le roi déchu.
Sa tombe se trouve au cimetière Notre-Dame de Versailles.
Le roi Louis-Philippe lui remet personnellement la croix de chevalier de la Légion d'honneur au pavillon Gabriel à Versailles.

## Famille

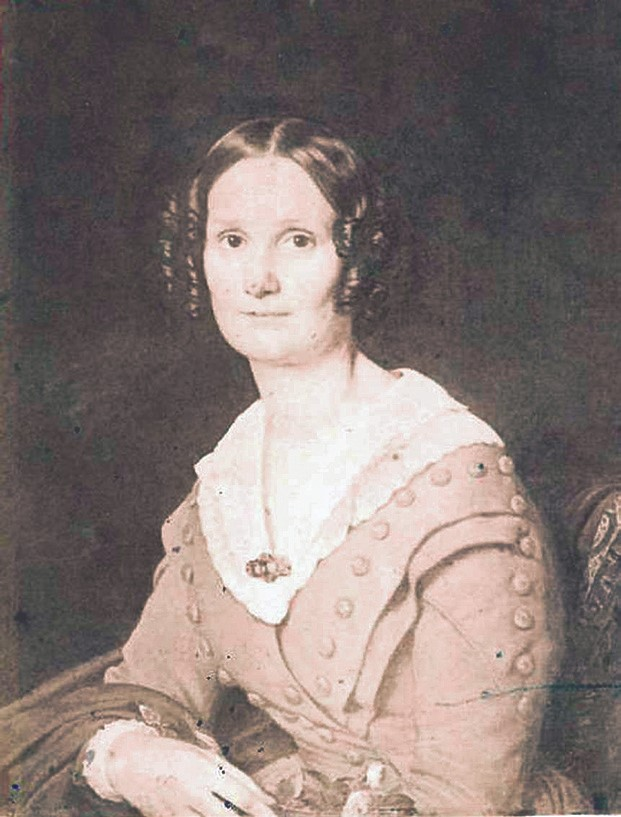
Portrait de Marie Edwige Guéroult, seconde épouse de Frédéric Nepveu

- Michel Nepveu (1733-1788) marié à Marie Genevière Rousseau,
  - Jean Charles Nepveu (1767-1826) marié en 1796 avec Angélique Madeleine Bellanger,
    - Marie Charles Adolphe Nepveu (1797-1869) marié en 1824 avec Euphrosine Couturier (1800-1886)
      - Euphrosine Angélique Nepveu (1824-1869)
      - Charles Marie Adolphe Nepveu (1825-1866) marié en 1859 avec Jenny Duquesne,
        - Pierre Charles Frédéric Nepveu (1861-1903) marié en 1899 avec Marie Joséphine Glamard (1863-1950)
          - Frédéric Pierre Ernest Nepveu (1899-1962) marié en 1925 avec Tatiana Mestchersky, fille du prince Alexandre Mestchersky.

    - Adèle Augustine Nepveu (1798-1826),
    - François Eugène Nepveu (1804-1866)
    - Aglaé Sophie Caroline Nepveu (1809-1869)

  - Charles Frédéric Nepveu (1777-1862) marié en premières noces en 1818 avec Antoinette Charlotte Pauline Auzou (1793-1821)), fille de Jeanne-Marie-Catherine Desmarquets connue comme peintre sous le nom de Pauline Auzou, remarié en secondes noces en 1825 avec Marie Edwige Guéroult, peintre qui a été médaillée au Louvre en 1832[6].

## Distinction
- Chevalier de la Légion d'honneur en 1834.